# Raúl Troncoso (sacerdote)
Raúl Reynaldo Troncoso (Rafaela, Argentina, 8 de septiembre de 1937- Tandil, Argentina, 28 de abril de 2024) fue un sacerdote argentino.

## Biografía
En marzo de 1949, a los 11 años, ingresó en el Seminario Nuestra Señora de Guadalupe de la ciudad de Santa Fe. Allí terminó de cursar el bachillerato y prosiguió los estudios de filosofía y teología.
Recibió su ordenación sacerdotal en manos del obispo monseñor Vicente Zazpe, el 23 de diciembre de 1961, en la Catedral San Rafael, convirtiéndose así en el primer sacerdote de la recientemente creada diócesis de Rafaela.
Desde 1961 recorrió varios destinos desplegando una intensa tarea pastoral. El Concilio Vaticano II había reformulado muchas de las prácticas ligadas a la acción pastoral. Troncoso, como muchos de su tiempo, supo leer con gran lucidez estos cambios y vientos de renovación que llegaban al mundo de la Iglesia. Se propuso en su acción pastoral servir a todos desde el profundo encuentro con Cristo y sus hermanos. Desde su fundación, en 1967, integró el Movimiento de Sacerdotes para el Tercer Mundo, desempeñándose como delegado de la regional Rafaela.
En 1973 se recibió de técnico en Ciencias de la Educación, realizando una especialización en Chile. Su compromiso social con los más pobres, su adscripción al peronismo y el trabajo articulado con distintas instituciones religiosas y políticas de Rafaela, generó que fuera detenido siete días antes del 24 de marzo de 1976 y permaneciera en la Unidad 9 de La Plata hasta 1981. Al quedar en libertad, se radicó en Azul, incardinándose en esta diócesis bajo el obispado de Monseñor Emilio Bianchi Di Carcano.

## Su labor en la ciudad de Tandil
A principios de 1988 fue designado en Tandil al frente de la Parroquia Nuestra Señora de Begoña en Villa Italia y, a los pocos meses, fue nombrado administrador parroquia del Santísimo Sacramento, parroquia en la que aún permanece y trabaja.
Durante estos años emprendió y desarrolló, junto a muchos colaboradores, una profunda acción pastoral y social. Impulsó nuevas capillas, movimientos e instituciones religiosas tendientes a fortalecer la presencia y el acompañamiento religioso en nuevos espacios de la ciudad.
Al mismo tiempo, llevó adelante una importante tarea relacionada con la promoción social y la dignidad humana a través del trabajo de Cáritas y con organizaciones sociales.
Fue integrante en 1991 del primer Consejo de Dirección colegiado (Board) del Colegio Santo Domingo en la Sierra de Tandil y, en el año 2001, asociado constituyente de la Asociación Civil Santo Domingo de Guzmán.
Entre otras obras en Tandil, se destacan la creación de Radio AM 1180 y la incorporación de Radio María, el Museo de Arte Religioso, la creación de nuevas capillas en la ciudad, el complejo para la tercera edad Casas de La Esperanza y Hogar de la Esperanza, la construcción y ampliación de viviendas, la creación o el impulso a organizaciones que están al servicio de la atención integral de la familia o de otras necesidades, tales como Ayuda Solidaria, Rincón Solidario, Pajaritos de la Calle, Edificando el Futuro, Pastoral Universitaria, Banco de Alimentos Tandil, Instituto Superior Tandil, y presidió el Consorcio de Gestión Compartida para el Desarrollo Local, colaborando así con los municipios de la región.
Una de las tareas a la que se dedicó fue el acompañamiento y la formación permanente de sacerdotes de todas las regiones del país, a través de retiros, jornadas y encuentros.
El 25 de noviembre de 2010 el Estado nacional argentino, a través de la Secretaría de Culto a la Nación, dependiente del Ministerio de Relaciones Exteriores y Culto, le hizo entrega de un reconocimiento por su compromiso con la justicia social y los derechos humanos.